# Rautojaure (Jukkasjärvi socken, Lappland, 753591-166297)
Rautojaure är en sjö i Kiruna kommun i Lappland och ingår i Kalixälvens huvudavrinningsområde.